# Estación de Begíjar
Begíjar es una estación de ferrocarril situada en el municipio español de Begíjar, en la provincia de Jaén, comunidad autónoma de Andalucía. La estación cumple funciones logísticas, si bien en la actualidad no dispone de servicios de viajeros.

## Situación ferroviaria
La estación se encuentra en el punto kilométrico 28,5 de la línea férrea de ancho ibérico Linares Baeza-Almería.